# Aglaophenia cupressina
Aglaophenia cupressina is een hydroïdpoliep uit de familie Aglaopheniidae. De poliep komt uit het geslacht Aglaophenia. Aglaophenia cupressina werd in 1816 voor het eerst wetenschappelijk beschreven door Jean Vincent Felix Lamouroux. 